# Radiation Physics and Chemistry
Radiation Physics and Chemistry is een internationaal, aan collegiale toetsing onderworpen wetenschappelijk tijdschrift op het gebied van de
fysische chemie en de kernfysica.
De naam wordt in literatuurverwijzingen meestal afgekort tot Radiat. Phys. Chem.
Het wordt uitgegeven door Elsevier en verschijnt maandelijks.
Het tijdschrift is opgericht in 1969 als International Journal for Radiation Physics and Chemistry (ISSN 0020-7055). Van 1977 tot en met 1985 was de naam Radiation Physics and Chemistry (ISSN 0146-5724), en van 1986 tot en met 1992 International Journal of Radiation Applications and Instrumentation. Part C. Radiation Physics and Chemistry (ISSN 1359-0197). De huidige naam dateert van 1993.